# 東経48度線
東経48度線（とうけい48どせん）は、本初子午線面から東へ48度の角度を成す経線である。北極点から北極海、ヨーロッパ、アジア、インド洋、マダガスカル、南極海、南極大陸を通過して南極点までを結ぶ。
東経48度線は、西経132度線と共に大円を形成する。

## 通過する地域一覧
東経48度線は、北極点から南極点まで南に向かって以下の場所を通っている。
| 地理座標                                             | 国土・領土・領海 | 備考                                                   |
| ---------------------------------------------------- | ---------------- | ------------------------------------------------------ |
| 北緯90度0分 東経48度0分 / 北緯90.000度 東経48.000度  | 北極海           |                                                        |
| 北緯80度48分 東経48度0分 / 北緯80.800度 東経48.000度 | ロシア           | ゼムリャ・アレクサンドラ（ゼムリャフランツァヨシファ） |
| 北緯80度43分 東経48度0分 / 北緯80.717度 東経48.000度 | バレンツ海       | ケンブリッジ海峡（英語版）                             |
| 北緯80度32分 東経48度0分 / 北緯80.533度 東経48.000度 | ロシア           | ゼムリャ・ゲオルグ（ゼムリャフランツァヨシファ）       |
| 北緯80度4分 東経48度0分 / 北緯80.067度 東経48.000度  | バレンツ海       | コルグエフ島（ ロシア）のすぐ西を通過                  |
| 北緯67度38分 東経48度0分 / 北緯67.633度 東経48.000度 | ロシア           |                                                        |
| 北緯50度9分 東経48度0分 / 北緯50.150度 東経48.000度  | カザフスタン     |                                                        |
| 北緯47度46分 東経48度0分 / 北緯47.767度 東経48.000度 | ロシア           |                                                        |
| 北緯45度42分 東経48度0分 / 北緯45.700度 東経48.000度 | カスピ海         |                                                        |
| 北緯42度24分 東経48度0分 / 北緯42.400度 東経48.000度 | ロシア           |                                                        |
| 北緯41度24分 東経48度0分 / 北緯41.400度 東経48.000度 | アゼルバイジャン |                                                        |
| 北緯39度41分 東経48度0分 / 北緯39.683度 東経48.000度 | イラン           |                                                        |
| 北緯31度0分 東経48度0分 / 北緯31.000度 東経48.000度  | イラク           | イランとの国境が約3km東に並行して走る                  |
| 北緯30度0分 東経48度0分 / 北緯30.000度 東経48.000度  | クウェート       |                                                        |
| 北緯29度34分 東経48度0分 / 北緯29.567度 東経48.000度 | ペルシャ湾       | クウェート湾                                           |
| 北緯29度23分 東経48度0分 / 北緯29.383度 東経48.000度 | クウェート       | クウェート市を通過                                     |
| 北緯28度32分 東経48度0分 / 北緯28.533度 東経48.000度 | サウジアラビア   |                                                        |
| 北緯17度51分 東経48度0分 / 北緯17.850度 東経48.000度 | イエメン         |                                                        |
| 北緯14度3分 東経48度0分 / 北緯14.050度 東経48.000度  | インド洋         | アデン湾                                               |
| 北緯11度7分 東経48度0分 / 北緯11.117度 東経48.000度  | ソマリア         |                                                        |
| 北緯4度31分 東経48度0分 / 北緯4.517度 東経48.000度   | インド洋         | アストーブ島（英語版）（ セーシェル）のすぐ東を通過    |
| 南緯13度32分 東経48度0分 / 南緯13.533度 東経48.000度 | マダガスカル     |                                                        |
| 南緯22度12分 東経48度0分 / 南緯22.200度 東経48.000度 | インド洋         |                                                        |
| 南緯60度0分 東経48度0分 / 南緯60.000度 東経48.000度  | 南極海           |                                                        |
| 南緯67度17分 東経48度0分 / 南緯67.283度 東経48.000度 | 南極大陸         | オーストラリア南極領土（ オーストラリアが領有権主張）  |